# Liceo statale Rinaldo Corso
Il liceo statale "Rinaldo Corso" è una scuola secondaria di secondo grado di Correggio, e una delle più antiche istituzioni educative del Reggiano risalendo le sue origini al Settecento.

## Storia

### Fondazione
Nel 1722 sotto il patrocinio del Duca Ercole III d'Este fu fondata a Correggio la Scuola di Grammatica, Umanità e Retorica, Filosofia e Teologia presso il Convento dei chierici regolari poveri della Madre di Dio delle scuole pie, detti comunemente Scolopi, ora sede del Municipio nell'odierno corso Mazzini. 
Il Convento era costituito da un piano terra, oggi sede dell'Ufficio relazioni con il pubblico, e da altri due piani, che ora ospitano la Sala Consiliare e gli uffici di amministratori e funzionari comunali.

### Trasferimento nell'ex convento dei Domenicani
Nel 1783 gli Scolopi si trasferirono nell'ex complesso conventuale dei Domenicani, nell'attuale via Bernieri, costruito a partire dal 1567 e rinnovato alla metà del XVII secolo, anche grazie alle donazioni del Cardinale domenicano d'origini correggesi Girolamo Bernieri,su progetto dell’architetto Gaspare Vigarani.
Il Collegio Civico Ducale fu inaugurato il 18 dicembre 1783, sempre sotto la protezione del Duca Ercole III d'Este. 
Nel 1810, durante il Regno d'Italia napoleonico, la scuola fu chiusa per effetto della soppressione degli ordini religiosi, sancita dal decreto di Compiègne del 25 aprile 1810.

### Direzione degli Oblati
Il Collegio fu riaperto nel 1817 e ufficialmente il 4 novembre 1819, alla presenza del Duca di Modena Francesco IV, convertito in Seminario sotto la direzione degli Oblati. 
Nel 1820 vi ottenne la cattedra di grammatica e retorica e il ruolo di “prefetto” don Giuseppe Andreoli, destinato suo malgrado a diventare un protomartire del Risorgimento: infatti il sacerdote, che era precettore a Reggio, pare si fosse trasferito nel Collegio assoggettato al vescovo per sottrarsi alle attenzioni della polizia ducale, che lo sospettava di simpatie e contatti carbonari.
Tuttavia, la notte del 26 febbraio 1822 gli sgherri del duca fecero irruzione nella camera del prelato, dentro lo stesso seminario-collegio, e l'arrestarono. 
Don Andreoli venne processato, condannato a morte l'11 settembre e giustiziato un mese più tardi. 
Il suo sacrificio è ricordato ancora da una lapide deposta nel centenario della morte davanti alla sua stanza (primo piano, con affaccio su via Bernieri); e dalla piazzetta davanti all'ingresso principale dell'edificio, intitolata al patriota.
Nel 1832 il convento e l'annessa chiesa di San Giuseppe furono seriamente danneggiati da un terremoto e pochi anni più tardi, nel 1840, il complesso fu chiuso temporaneamente.

### Riapertura
Nel 1844 fu radicalmente trasformato, divenendo Seminario Collegio, aperto anche a studenti non seminaristi.

### Dall'Unità d'Italia al XX secolo
Nel 1861 fu intitolato al pittore correggese Antonio Allegri, e comprendeva le Scuole elementari, il Ginnasio ed il Liceo.
Su istanza del Comune di Correggio, nel 1881 fu trasformato in ente comunale. 
Nel 1885 il Liceo Ginnasio ottenne il pareggiamento alle scuole statali, col nome di "Rinaldo Corso". 
Nel 1888 viene statalizzato, con la denominazione di Regio Liceo, Ginnasio e Convitto Nazionale Rinaldo Corso. 
Infine il ginnasio liceo fu reso autonomo dal Convitto, pur conservando stesse intitolazione e sede. Fino al 15 ottobre 1996, quando un terremoto rese inagibile l'intero complesso, e la scuola fu provvisoriamente trasferita poco distante, in un edificio privato sulla via Circondaria, in attesa dei restauri.

### Trasferimento nell'ex convento dei Francescani
Ma il liceo non tornò più nella storica ubicazione: nel 2000 infatti trasloca nell’ex convento dei frati conventuali francescani in via Roma, altra antica sede di istituzioni educative - fino al 1996 era occupata da una scuola primaria statale, a sua volta evacuata per il sisma poi ricollocata in nuovo edificio.
L'ex-complesso francescano, restaurato nel 1760 dall’architetto Francesco Cipriano Forti, ospita fra l'altro i resti del pittore concittadino Antonio Allegri, detto il Correggio, che nel 1641 furono traslati nel chiostro del convento  dall'iniziale sepoltura nell'adiacente chiesa di San Francesco.
(Vincenzo Fabrizi, governatore di Correggio, in risposta al ministro delle finanze del Duca di Modena Ercole III del 22 giugno 1796)
Nel 2009 poi, causa la continua crescita degli iscritti, viene aperta una succursale ubicata in Piazzale 2 Agosto.

## Didattica
All’indirizzo Classico dell'originario ginnasio-liceo, si sono aggiunti nel 1996 quello Scientifico e nel 2010 l'indirizzo Linguistico.
Nell'ambito di un progetto di alternanza scuola-lavoro (PTCO) del 2023, la classe IVA ha dato vita ad un circolo culturale che ha ideato, editato e pubblicato un libro dal titolo Sei un mito.
Nel 2013 si è costituito il Coro del Liceo Corso, formato da studenti e docenti.

## Gipsoteca Carmela Adani
L'attuale sede liceale ospita anche la gipsoteca della scultrice Carmela Adani, che qui visse e operò: lungo i corridoi al pianterreno dell'ex chiostro sono visibili le sculture e i gessi utilizzati come modelli per le opere, soprattutto a sfondo religioso, che l'artista ha realizzato per varie istituzioni di Firenze, Reggio Emilia e Montecchio Emilia, oltre che Correggio.

## Nella cultura di massa
Nel 2019, la classe Va ha partecipato e vinto la puntata del 26 gennaio della trasmissione di Rai 3 Per un pugno di libri condotta da Geppi Cucciari e Piero Dorfles, incentrata sul libro Lessico famigliare di Natalia Ginzburg.